# سلاووتین
سلاووتین (به بلغاری: Slavotin) یک منطقهٔ مسکونی در بلغارستان است که در شهرستان مونتانا واقع شده‌است.